# Херолінд Шаля (футболіст)
Херолінд Шаля (алб. Herolind Shala, нар. 1 лютого 1992, Порсгрунн) — косовський, албанський та норвезький футболіст, що грає на позиції півзахисника в оренді у турецькому клубі «Касимпаша» (його контракт належить чеському клубу «Спарта» (Прага)).

## Біографія
Народився та виріс у місті Порсгрунн (Норвегія), але має албанське походження.

### Клубна кар'єра

#### Толнес та Нутодден
Свого часу вважався одним з найбільших талантів албанського футболу останніх років, Шаля розпочав свою кар'єру в «Толнесі». Пізніше перейшов до «Нутоддену». 16 вересня 2009 року дебютував у Першому дивізіоні в футболці свого клубу: сталося це під час домашнього матчу з «Лов-Хамом», який завершився домашньою поразкою «Нутоддена» з рахунком 2:3. Шаля в тому матчі замінив Тронда Вігго Торесена. По завершенні сезону команда вилетіла до Другого дивізіону, проте Херолінд продовжував виступати в складі клубу ще півтора року.

#### «Одд»
9 липня 2011 року «Одд» оголосив на своєму офіційному сайті про підписання Шалі. Також повідомлялося, що гравець буде виступати під 18-им номером. Свої виступи в команді він почав досить вдало, дебютувавши в матчі Тіппеліги проти «Вікінга». У тому поєдинку Херолінд вийшов на поле замінивши Сімена Бренне, а його новий клуб переміг з рахунком 4:2. 24 серпня 2012 року Шаля забив свій перший м'яч у вищому дивізіоні норвезького чемпіонату, який приніс мінімальну перемогу (1:0) його команді над «Бранном». Після того як «Одд» став бронзовим призером норвезького чемпіонату та отримав можливість стартувати у Лізі Європи УЄФА в сезоні 2014/15 років Херолінду було запропоновано новий контракт, але він відмовився. Він оголосив, що залишить команду по завершенні сезону 2014 року, 31 грудня 2014 року.

#### «Спарта» (Прага)
У січні 2015 року Херолінд Шаля перебував у статусі вільного агента й мав пропозиції від «Спарти» (Прага), «Стандарду» (Льєж), «Легії» (Варшава), «Русенборга», а також італійських «Дженоа» та «Емполі». Але він обрав саме празьку «Спарту» й 11 січня 2015 року було офіційно оголошено, що Херолінд Шаля підписав контакт з клубом терміном на 3,5 роки; у новому клубі Херолінд мав замінити Йозефа Гушбауера, який відправився в оренду до італійського «Кальярі». Він вирішив виступати у футболці під 10-им номером. У складі чеського клубу дебютував 23 лютого у домашньому матчі 17-го туру проти «Пршибраму», який завершився перемогою празького клубу з рахунком 4:1, а Херолінд відіграв у тому матчі 54 хвилини. До завершення сезону у складі «Спарти» Херолінд у чемпіонаті та кубку зіграв 4 поєдинки.

#### «Слован» (Ліберець)
24 липня 2015 року стало відомо, що Шаля продовжить свої виступи на правах оренди в іншому чеському клубі, «Слован» (Ліберець). 30 липня 2015 року забив у першому домашньому матчі третього кваліфікаційного раунду Ліги Європи проти ізраїльського «Хапоеля» (Кір'ят-Шмона) (перемога чехів з рахунком 2:1) на 84-ій хвилині матчу, встановивши рахунок 2:0 на користь чехів. Чехам вдалося перемогти й у матчі-відповіді та пробитися до четвертого кваліфікаційного раунду турніру, раунду плей-оф, в якому вони зустрілися з хорватським «Хайдуком». Північні чехи перемогли в обох матчах з однаковим рахунком 1:0, і, таким чином, вийшли до групового раунду Ліги Європи. «Слован» потрапив до групи F, разом з «Брагою» (Португалія), «Олімпіком» (Франція) та «Гронінгеном» (Нідерланди). Але в груповому раунді команда посіла 3-тє місце та не змогла вийти до весняної частини турніру. Херолінд на груповому етапі відіграв усі шість матчів.
У чемпіонаті за новий клуб Шаля дебютував 2 серпня 2015 року в домашньому матчі проти празької «Славії», який завершився з нічийним рахунком 2:2. Шаля відіграв весь матч.. А свій перший м'яч у чеському чемпіонаті він забив 20 вересня у матчі проти «Пршибраму», в якому «Слован» переміг з рахунком 3:0, а Шаля на 68-ій хвилині встановив остаточний рахунок в матчі. Наступний свій м'яч Херолінд забив уже наступного тижня, відкривши рахунок у матчі проти «Вікторії» (Пльзень) на 55-ій хвилині, але його клуб поступився з рахунком 1:2. Надалі свою гольову засуху гравець перервав лише навесні 2016 року, в матчі 19-го туру проти «Тепліце», в якому його команда перемогла з рахунком 3:0. Четвертим голом Херолінд відзначився 12 березня 2016 року на 41-ій хвилині матчу 21-го туру чемпіонату проти «Пршибраму», який став переможним для «Словану». 16 квітня 2016 року Шаля приніс перемогу своєму клубу над «Височиною», забивши на 34-ій та 44-ій хвилині. Загалом за сезон у національному чемпіонаті він зіграв 24 матчі та забив 6 м'ячів, чим допоміг своєму клубу стати бронзовим призером чеського чемпіонату. По завершенні орендної угоди Шаля повернувся до «Спарти».

#### «Касимпаша»
17 серпня 2016 року Херолінд на правах оренди перейшов до клубу турецької Суперліги «Касимпаша», де він почав виступати зі своїм колишнім партнером по «Словану» Давидом Павелкою. У футболці «Касимпаші» дебютував 20 серпня 2016 року у першому колі турецької Суперліги проти «Трабзонспору» (його клуб поступився з рахунком 0:2), вийшовши на останні 35 хвилин матчу. У наступному турі чемпіонату проти «Аданаспору» забив свій дебютний м'яч в Туреччині, відкривши рахунок в матчі на 19-ій хвилині. Той матч завершився з нічийним рахунком 1:1.

### Кар'єра в збірних

#### Норвегія
В 2009 році він зіграв два матчі збірній Норвегії U-17, а в 2011 році — один за збірну Норвегії U-20. 

#### Албанія
У травні 2013 року Шалю було викликано до збірної Албанії U-21, і Херолінд відгукнувся на це запрошення. 11 червня 2013 року він дебютував за збірну вийшовши у стартовому складі програного з рахунком 1:4 матчу проти Боснії і Герцеговини в рамках кваліфікації до чемпіонату Європи 2015 року.
Пізніше головний тренер збірної Албанії Джанні Де Б'язі викликав його до табору збірної, а вже 14 листопада 2014 року дебютував у матчі проти Франції у Ренні, вийшовши на заміну замість Ерміра Леньяні на 76-ій хвилині поєдинку.
30 серпня 2016 року, тренер збірної Косова Альберт Буняку викликав Шалю напередодні матчу кваліфікації до Чемпіонату світу 2018 року, який відбувся у Фінляндії проти збірної цієї країни. Загалом за албанську збірну в 2014 — 2016 роках зіграв 6 матчів, виходячи на заміни, але жодного м'яча так і не забив.

#### Косово
5 вересня 2016 року ФІФА задовольнило прохання Шалі.У матчі проти Фінляндії Херолінд просидів увесь поєдинок на лавці для запасних. Але 6 жовтня 2016 року він дебютував за косоварів, замінивши Арбера Зенелі у програному з рахунком 0:6 матчі проти Хорватії.

## Досягнення
Одд
- Кубок Норвегії
  -  Фіналіст (1): 2014

## Статистика

### Клубна
Статистика станом на 6 грудня 2016 року
| Сезон              | Клуб               | Чемпіонат          | Чемпіонат | Чемпіонат | Нац. кубок | Нац. кубок | Нац. кубок | Конт. кубок | Конт. кубок | Конт. кубок | Суперкубок | Суперкубок | Суперкубок | Загалом | Загалом |
| Сезон              | Клуб               | Див.               | Ігри      | Голи      | Див.       | Ігри       | Голи       | Див.        | Ігри        | Голи        | Див.       | Ігри       | Голи       | Ігри    | Голи    |
| ------------------ | ------------------ | ------------------ | --------- | --------- | ---------- | ---------- | ---------- | ----------- | ----------- | ----------- | ---------- | ---------- | ---------- | ------- | ------- |
| 2007               | Толнес             | 4Д                 | ?         | ?         | КН         | ?          | ?          | -           | -           | -           | -          | -          | -          | ?       | ?       |
| 2008               | Толнес             | 5Д                 | ?         | ?         | КН         | ?          | ?          | -           | -           | -           | -          | -          | -          | ?       | ?       |
| Загалом у Толнесі  | Загалом у Толнесі  | Загалом у Толнесі  | ?         | ?         |            | ?          | ?          |             | -           | -           |            | -          | -          | ?       | ?       |
| 2008               | Нутодден           | 1Д                 | 1         | 0         | КН         | 0          | 0          | -           | -           | -           | -          | -          | -          | 1       | 0       |
| 2009               | Нутодден           | 1Д                 | 3         | 0         | КН         | 0          | 0          | -           | -           | -           | -          | -          | -          | 3       | 0       |
| 2010               | Нутодден           | 2Д                 | ?         | ?         | КН         | ?          | ?          | -           | -           | -           | -          | -          | -          | ?       | ?       |
| січ.-сер. 2011     | Нутодден           | 2Д                 | 11        | 9         | КН         | 1+         | 1+         | -           | -           | -           | -          | -          | -          | 12+     | 10+     |
| Усього в Нутоддені | Усього в Нутоддені | Усього в Нутоддені | 15+       | 9+        |            | 1+         | 1+         |             | -           | -           |            | -          | -          | 16+     | 10+     |
| сер.-гр. 2011      | Одд                | ТЛ                 | 4         | 0         | КН         | -          | -          | -           | -           | -           | -          | -          | -          | 4       | 0       |
| 2012               | Одд                | ТЛ                 | 26        | 3         | КН         | 3          | 0          | -           | -           | -           | -          | -          | -          | 29      | 3       |
| 2013               | Одд                | ТЛ                 | 30        | 8         | КН         | 3          | 0          | -           | -           | -           | -          | -          | -          | 33      | 8       |
| 2014               | Одд                | ТЛ                 | 30        | 9         | КН         | 6          | 5          | -           | -           | -           | -          | -          | -          | 36      | 14      |
| Усього в Одд       | Усього в Одд       | Усього в Одд       | 90        | 20        |            | 12         | 5          |             | -           | -           |            | -          | -          | 102     | 25      |
| січ.-чер. 2015]]   | Спарта (Прага)     | 1Л                 | 3         | 0         | КЧ         | 1          | 0          | ЛЄУ         | -           | -           | -          | -          | -          | 4       | 0       |
| 2015-2016          | Слован (Ліберець)  | 1Л                 | 24        | 6         | КЧ         | 2          | 0          | ЛЄУ         | 10          | 1           | -          | -          | -          | 36      | 7       |
| 2016-2017          | Касимпаша          | СЛ                 | 5         | 1         | КТ         | 0          | 0          | -           | -           | -           | -          | -          | -          | 5       | 1       |
| Усього за кар'єру  | Усього за кар'єру  | Усього за кар'єру  | 137+      | 36+       |            | 16+        | 6+         |             | 10          | 1           |            | -          | -          | 163+    | 43+     |

### У збірній
| Матчі та голи Херолінда Шали за збірну Албанії | Матчі та голи Херолінда Шали за збірну Албанії | Матчі та голи Херолінда Шали за збірну Албанії | Матчі та голи Херолінда Шали за збірну Албанії | Матчі та голи Херолінда Шали за збірну Албанії | Матчі та голи Херолінда Шали за збірну Албанії | Матчі та голи Херолінда Шали за збірну Албанії |
| №                                              | Дата                                           | Місце проведення                               | Суперник                                       | Рахунок                                        | Голи                                           | Змагання                                       |
| ---------------------------------------------- | ---------------------------------------------- | ---------------------------------------------- | ---------------------------------------------- | ---------------------------------------------- | ---------------------------------------------- | ---------------------------------------------- |
| 1                                              | 14 листопада 2014                              | Рут де Лорьян, Ренн                            | Франція                                        | 1:1                                            | —                                              | Товариський матч                               |
| 2                                              | 18 листопада 2014                              | Луїджи Ферраріс, Генуя                         | Італія                                         | 0:1                                            | —                                              | Товариський матч                               |
| 3                                              | 13 листопада 2015                              | Міський стадіон, Приштина                      | Косово                                         | 2:2                                            | —                                              | Товариський матч                               |
| 4                                              | 16 листопада 2015                              | Кемаль Стафа, Тирана                           | Грузія                                         | 2:2                                            | —                                              | Товариський матч                               |
| 5                                              | 29 березня 2016                                | Жозі Бартель, Люксембург                       | Люксембург                                     | 2:0                                            | —                                              | Товариський матч                               |
| 6                                              | 29 травня 2016                                 | Профертіл Арена, Хартберг                      | Катар                                          | 3:1                                            | —                                              | Товариський матч                               |

Усього: 6 матчів / 0 голів; eu-football.info.